# 中村櫻
中村櫻（日语：／ Nakamura Sakura，11月25日—）是日本的女性聲優，Mausu Promotion所屬。

## 人物
東京都出身。興趣是製作模型，曾經在兩天內做出自己演出角色所搭乘的八九式中戰車。
在2013年7月擔任海上自衛隊訓練支援艦「天龍 (訓練支援艦)」的一日艦長，之後又於2015年7月擔任海上自衛隊護衛艦「筑摩 (護衛艦)」的一日艦長。
2014年，推出Figure「1/35 陸上自衛隊戰車乘員 feat.中村櫻」，同年9月又發售了「1/35 帝國陸軍戰車長 feat.中村櫻」。

## 演出作品
※粗體字代表主要角色。

### 電視動畫
2011年
- 迷茫管家與膽怯的我（女孩子、女學生）
- C³ -魔幻三次方-（氣象預報員、小孩、女學生）

2012年
- 要聽爸爸的話！（新子胡桃）
- 襲來！美少女邪神（女學生、小孩）
- 心連·情結（女學生、社團成員）
- Bloody Bunny[3]
- BTOOOM!（女）
- 偶像學園（男孩子）
- 少女與戰車（佐佐木木通[4]）

2013年
- Vividred Operation（一色真白、島崎薰、學生A）
- 你好 七葉 第2期（美菲拉斯星人）
- 偶像學園 第2部（土星AD）

2014年
- 銀河騎士傳（管制官）
- 刀劍神域II（女孩子）
- 尋找失去的未來（生存社社長）
- 甘城輝煌樂園救世主（瀨野孝美）

2015年
- Fate/stay night [Unlimited Blade Works]（何蒙庫魯茲）
- 少年好萊塢 -HOLLY STAGE FOR 50-（日语：少年ハリウッド）（女子）
- 噬神者（操作員、大洋洲分部部長）
- 魔物娘的同居日常（拉克涅拉[5]）

2016年
- 迷家（熱帶夜、女）
- 高校艦隊（萬里小路楓）
- 無畏魔女（教師）

2017年
- 廢天使加百列（女性教師）
- TRICKSTER －來自江戶川亂步「少年偵探團」－（國保藤子）
- 秋葉原之旅 -THE ANIMATION-（美女）
- 雛子的筆記（女孩子的母親）
- 天使的3P！（女A）
- 十二大戰（女性朋友A、虛擬角色紅）
- 側車搭檔（高田雲雀、緹娜·伯查爾）
- 光之美少女：食尚甜心（母親）
- 此花綺譚（梢）

2018年
- 七美德（沙利葉）
- 名侦探柯南（女大学生）
- 魔法少女網站（虹海的母親）
- 末班車後，在膠囊旅館向上司傳遞微熱的夜晚。（日语：終電後、カプセルホテルで、上司に微熱伝わる夜。）（田崎玲奈、神田涼子）
- 尤利西斯 貞德與鍊金騎士（町女C）

2019年
- 同居人是貓（粉絲2）
- 指尖傳出的真摯熱情-青梅竹馬是消防員-（女子A） - 普通版
- 為了女兒，我說不定連魔王都能幹掉。（瑪格達）
- XL上司（女店員）

2020年
- 異種族風俗娘評鑑指南（托啾）
- 魔法紀錄 魔法少女小圓外傳（箏曲社社員）
- 用我的手指來擾亂吧。～在打烊後僅剩兩人的沙龍（別的女性、女店員）
- 弩級戰隊HXEROS（女主播、廣播）
- 成年人不懂如何戀愛！（梶恭子、上司）
- 王之逆襲：意志的繼承者（瑪莉亞[6]）
- 前說！（朝生祇那由多）
- 眾神眷顧的男人（卡爾姆）
- 池袋西口公園（梅花）

2021年
- 裏世界遠足（孩子們）
- 持續狩獵史萊姆三百年，不知不覺就練到LV MAX（魔法使、效果音、蕾拉、村民D、從業員B、廣播的聲音、喫茶店的客人們）
- 東京復仇者（車站內廣播、女性）
- 指尖傳出的真摯熱情2-戀人是消防員-（松井茜） - 普通版

2022年
- 里亞德錄大地（瑪雷路[7]）
- 王子的本命是惡役千金（跟班A）
- Futsal Boys!!!!!（一之藏）
- 3秒後，野獸。～坐在聯誼會角落的他是個肉食系（新入生A、社團女子A）
- 金裝的維爾梅～瀕臨留級的學生與最強災害掉入魔法世界～（弗朗索瓦、老教師）
- 組長女兒與保姆
- 盛開的阿斯諾特莉亞 吸！（艾吉·瑟法）
- BLEACH 千年血戰篇（砥之川時江）

2023年
- 眾神眷顧的男人2（卡爾姆[8]）
- 不相信人類的冒險者們好像要去拯救世界（冒險者、梅麗莎）
- 魔王學院的不適任者 II～史上最強的魔王始祖，轉生就讀子孫們的學校～（露謝）
- 間諜教室
- 轉生貴族的異世界冒險錄～不知自重的眾神使徒～（萊姆、小弟A、王妃、女學生A、街上的阿姨①、學生D）
- 熊熊勇闖異世界PUNCH！（凱媞雅）
- 偶像大師 灰姑娘女孩 U149（薰的母親）
- 間諜教室 2nd season
- 東京復仇者 天竺篇（主婦B）

2024年
- 婚戒物語（貓人戰士）
- 棉花糖女孩遇上悶騷男孩（進藤萌香[9]）
- 身為VTuber的我因為忘記關台而成了傳說（鈴木經紀人）

2025年
- 瞬間治癒卻被當成廢物踢出隊伍的天才治療師，改當無照治療師快樂過活（女性）
- 完美到難以接近的聖女遭到解除婚約後被賣到鄰國（八百屋）

### 劇場版動畫
2013年
- 空之境界 未來福音
- 陽光中的青時雨（鸚鵡）

### OVA
- 少女與戰車OVA「這才是真正的安齊奧之戰！」（佐佐木木通[10]）

2017年
- 高校艦隊（萬里小路楓）

### 遊戲
2012年
- 汪喵動物醫院2（日语：わんニャンどうぶつ病院2）（ミズノハルナ）
- 閃亮亮的護士物語2（日语：ピカピカナース物語2）
- 嫁Collection（日语：嫁コレ）（「與Hello Kitty在一起（日语：ハローキティといっしょ!）」一花麗流）

2013年
- 渾沌英雄Online（シャアラ）
- 襲來！美少女邪神 難以名狀的遊戲物體

2014年
- Ar nosurge～獻給誕生之星的祈禱詩～（日语：アルノサージュ〜生まれいずる星へ祈る詩〜）
- 少女與戰車OVA 究極戰車道！（佐佐木木通[11]）
- 東京七姐妹（晴海鰆[12]）
- 戰場Wedding（ドロシー、ほか）
- みゃうじー
- 三國志拼圖大戰（樊氏）
- SUPER SONICO IN PRODUCTION（顧客）
- 我家公主最可愛（イメルダ・ミライ）
- 御城收藏（東黑川館、飯盛山城、勝瑞城、宇土古城、三原城）
- 車Collection（馬自達MX-5、日産・モコ（日语：日産・モコ）、馬自達Verisa、光岡・ヒミコ（日语：光岡・ヒミコ）、Jeep Wrangler（英语：Jeep Wrangler））

2015年
- 罪惡女孩（日语：クリミナルガールズ）（ユリネ）
- Shooting Girl（飯塚法郎）
- Toysdrive（都筑尊）
- 刻のイシュタリア（金獅子アリエル、公正なるユースティティア、黒焔のオヴィンニク）

2017年
- 天華百劍-斬-（日光助真）

2018年
- 轟炸女孩（日语：ボンバーガール (ゲーム)）（橘）

2019年
- 怪物彈珠（2019年 - 2024年 伏姬、貝多芬α〈和聲〉、茱諾、菈爾嘉夢緹）

2022年
- 碧藍航線（的里雅斯特、特倫托‧META）
- 緋染天空 Heaven Burns Red（室伏理沙）

### 廣播劇
2013年
- 斷裁分離的罪惡之剪（書記）
- VOMIC 白雪公主與七個囚犯[13]
- 文豪系列「文豪之神」（料亭的女將）
- 在宇田川町等待著（女友）

2014年
- VOMIC Innocent (漫畫)（日语：イノサン）[14]
- 花與兔子
- 要聽爸爸的話！（新子胡桃）

2015年
- 紫電改のマキ

### 其他
2013年
- 星海社Hour feat.2013年game kids（日语：ゲーム・キッズ）（第12話朗讀）
- 甘城輝煌樂園救世主的宣傳影片（页面存档备份，存于）（開頭旁白）
- クレヴィア豊田多摩平の森RESIDENCE イメージアニメーション「不思議のタマのおくりもの」（男孩子）

2014年
- Teraproject DVD「柴油引擎機關車 向豪雪挑戰的最後除雪機關車」（開頭旁白）
- 777town.net「我樂多大戰 碰娘☆洛伊德」（ネーヤ）

2015年
- Modelart DVD「陸上自衛隊機甲科－以精銳為目標的小獅子們」（解說）

## 外部連結
- （日語）事務所公開簡歷（页面存档备份，存于）
- （日語）サクラ日和（页面存档备份，存于）（中村櫻的部落格）
- 中村櫻的X（前Twitter）